# Mirosternus peles
Mirosternus peles är en skalbaggsart som beskrevs av Perkins 1910. Mirosternus peles ingår i släktet Mirosternus och familjen trägnagare. Inga underarter finns listade i Catalogue of Life.